# 电哪吒
《電哪吒》，2011年11月於台灣上映之電影，導演李運傑，結合電音文化與台灣陣頭文化之電影，描寫一個跳陣頭的台灣青年用電音征服夢想的過程。由藍正龍、謝欣穎、太保、小馬、葉天倫、夏靖庭等主演，DJ POINT, DJ PIP（李運泰）特別客串。

## 故事大綱
一個在廟裡跳陣頭長大的青年，經常帶著DJ夢到夜店尋找登台機會，卻不幸捲進麻吉的販毒風波，而緝毒警官竟是他的父親。原本父與子之間就有多年心結存在，因此，父子倆僅存不多的信任更是完全崩毀…

## 演員與角色
| 角色名稱     | 演員名稱       | 備註 |
| ------------ | -------------- | ---- |
| 阿豪         | 藍正龍         |      |
| 阿浪         | 張嘉年(太保)   |      |
| 小影         | 謝欣穎         |      |
| 豹哥         | 葉天倫         |      |
| 瘋狗         | 夏靖庭         |      |
| 猴子         | 倪子鈞(小馬)   |      |
| 阿倫         | 孫起倫         |      |
| 阿公         | 陳泰中         |      |
| 阿豪母(晴雯) | 孫藹暉         |      |
| 瘋狗老婆     | 劉樂妍         |      |
| 小阿豪       | 周陳漢         |      |
| 嗑藥辣妹     | 郭怡伶(小Call) |      |
| 女記者       | 劉語欣         |      |

## 外部連結
- 《電哪吒》官方網站
- 《電哪吒》的Facebook專頁
- Yahoo奇摩電影上《电哪吒》的資料（繁體中文）
- MSN娛樂上《电哪吒》的資料（繁體中文）

- 開眼電影網上《电哪吒》的資料（繁體中文）
- 豆瓣电影上《电哪吒》的資料 （简体中文）
- 时光网上《电哪吒》的資料（简体中文）
- 香港影庫上《电哪吒》的資料（繁體中文）
- 互联网电影数据库（IMDb）上《电哪吒》的资料（英文）